# Brief an Lord Liszt
Brief an Lord Liszt ist ein Roman von Martin Walser. Die erste Auflage erschien 1982 bei Suhrkamp (ISBN 3-518-04632-2).

## Inhalt
Am Freitag vor Pfingsten 1979 ruft der Inhaber der Firma Chemnitzer Zähne, Arthur Thiele, ein gebürtiger Sachse, seine Abteilungsleiter zusammen und gibt bekannt, dass sich nachts zuvor sein Konkurrent, Benedikt Stierle, auf spektakuläre Weise selbst getötet und seinen Betrieb in Flammen aufgehen lassen hat.
Während mehrere Kollegen, insbesondere auch Horst Liszt, nach dieser Mitteilung noch das Gespräch mit Thiele suchen, verlässt Franz Horn sofort den Raum. Dieser Selbstmord – der größtmögliche „Misserfolg“, den sich Thiele wohl vorstellen kann – erinnert ihn an seinen eigenen, vor vier Jahren durch ebendiesen Thiele vereitelten Selbsttötungsversuch, und er ist sich sicher, dass auch Thiele in diesem Moment an das damalige Geschehen denken muss. Außerdem ist er betroffen durch die Todesnachricht, weil er sich kurz zuvor bei Benedikt Stierle beworben hat und nun die Chance verloren sieht, die Firma Chemnitzer Zähne samt Tochterprojekt Fin Star zu verlassen, bevor sie im Bayer-Konzern aufgeht und von Unternehmensberatern neu strukturiert wird. Drittens möchte er keinesfalls den Eindruck erwecken, es sei ihm wichtig, noch mit seinem Chef über das Geschehene zu sprechen. Horn ist es klar, dass er in dieser Firma und in Thieles Augen abgewirtschaftet hat und in der Wertschätzung Thieles tief gesunken ist.
Einst hat er als Thieles rechte Hand gegolten, hat mit einem Mindesteinsatz von Kapital die Liegenschaften der Firma beschafft und den umständlichen Herrn Ochs, auf dessen Mitarbeit Thiele damals keinen Wert mehr legte, aus der Firma gemobbt. Dann hat der Norddeutsche Horst Liszt seine Position untergraben. Doch auch Liszt ist inzwischen in der gleichen Lage, hat doch Thiele, längst nicht mehr an der Produktion von Zahntechnikerbedarf interessiert, sondern von dem Wunsch getrieben, Surfbretter und Yachten zu bauen, den jungen „Austro-Finnen“ Rudolf Ryynänen angeheuert.
Doch obwohl Horn und Liszt sich, zumindest Horns Verständnis nach, als „abgesetzt“ betrachten müssen, hat Thiele sie eine Woche vor Stierles Selbstmord noch zu einem Segelausflug eingeladen.

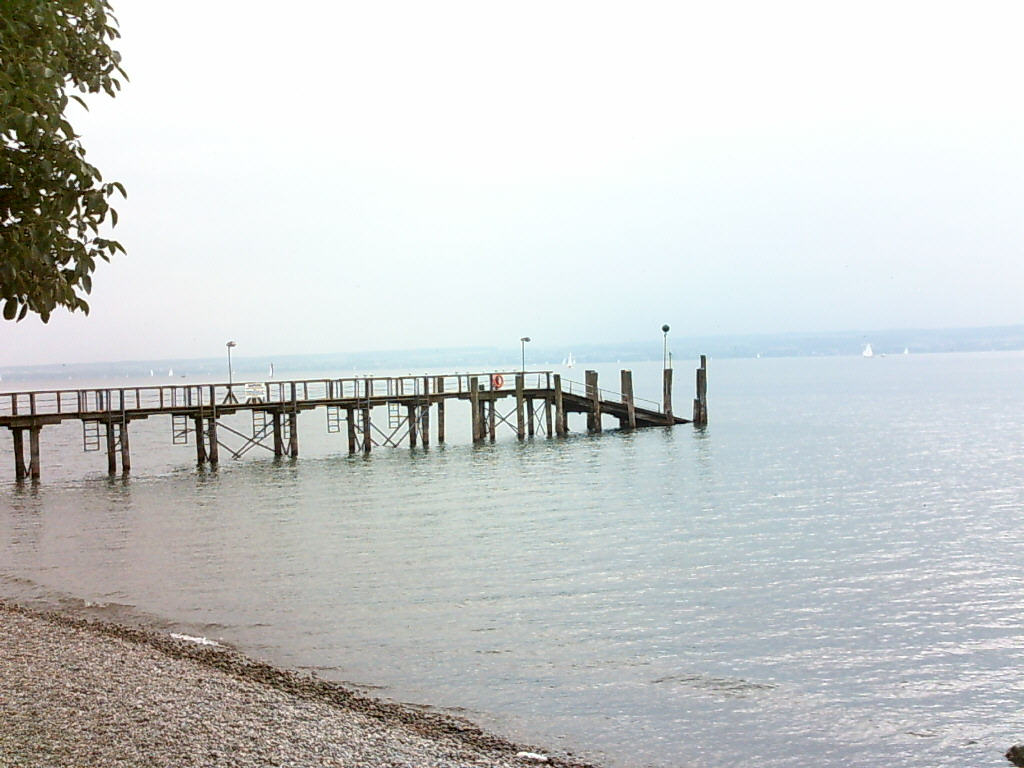
Der Bootssteg bei der Haltnau, an dem Thiele Horn und Liszt vergeblich warten lässt

Dieses Unternehmen ist allerdings gründlich schiefgegangen. Horn und Liszt sollten, so war es verabredet, von Hagnau aus zur Haltnau wandern, dort ein Mittagessen einnehmen und auf Thiele warten, der sie mit seiner Yacht abholen sollte. Doch der Nachmittag verging, ohne dass Thiele am Bootssteg gelandet wäre. Stunden nach dem vereinbarten Termin ruft er im Wirtshaus an, wo Horn und Liszt immer noch sitzen und warten, und erklärt, er habe wegen totaler Flaute abgedreht und sei bereits auf dem Heimweg.
Zu diesem Zeitpunkt haben die beiden Angestellten schon etliche Flaschen Weißherbst geleert und sind, obwohl sie zu Beginn des Nachmittags beide um Harmonie bemüht waren, in einen unsinnigen Streit verwickelt. Liszt, den Gerüchten nach längst zum Alkoholiker geworden, reizt Horn durch unsinnige Behauptungen zum Widerspruch und gibt sich, wenn Horn auf die Provokationen eingeht, spielerisch-überlegen. Horn dagegen wehrt sich gegen Liszts Versuche, seine Position anders darzustellen, als er sie sieht. Hat Liszt zu Zeiten, als seine Stellung noch durch keinen Ryynänen bedroht war, über Thiele samt Familie gelästert – was Horn damals entsetzt hat –, so gibt er sich nun als Anhänger und Bewunderer, vor allem aber als enger Vertrauter der Thieles. Horn dagegen sieht Thieles Abstieg als Basis, endlich mit dem Kollegen auf einen freundschaftlichen Fuß zu kommen, sich sozusagen zu verbünden: „[...] hätten Sie gesagt: Franz Horn, ich bin jetzt auch so weit! wir gehören zusammen! dann wäre ich Ihnen entgegengesunken. Aber einfach so tun, als kämen Sie mir als Unbeschädigter entgegen, als wollten Sie mich endlich erheben oder zulassen auf Ihrem Niveau ... nein, nein! nicht mit mir.“
Die Situation ist eskaliert, man hat sich im Streit getrennt, und nun, eine Woche später – ein Brief, den Horn gleich am nächsten Tag an Liszt geschrieben hat, ist unbeantwortet geblieben – fühlt sich Horn gedrängt, die ganze Sache noch einmal aufzurollen, das Verhältnis zwischen Liszt, Thiele und sich selbst einmal bis ins Detail zu klären. Es wird ein Brief, an dem er, Weißherbst trinkend, eine ganze Nacht lang schreibt. Am Schluss, nach dem neunzehnten Postskriptum, hat er seinen Gefühlen endlich Sprache verliehen, hat er all die alltäglichen Verletzungen und Beleidigungen, die ihm das Dasein in den letzten Jahren zugefügt hat, in Worte gefasst. Er bekennt: „Sagen wir, da ist ein Mensch, der hat von sich selbst eine Meinung, die von keinem anderen geteilt wird. Jahrelang hofft er blindlings, die Welt werde eines Tages über ihn genau so denken, wie er selber über sich denkt. [...] Der Mensch enttäuscht sich von Mal zu Mal. Der Welt aber gestattet er nicht, enttäuscht zu sein von ihm. Die Welt soll so reagieren, wie er sich das träumte. Jetzt sieht es also aus, als habe die Welt versagt, nicht er. [...] Ich wollte zuerst Thiele, dann Sie zum Komplizen einer Wirklichkeitserschleichung machen. Ich wollte zuerst Thiele und dann Sie bestechen. Sie beide wollte ich so weit bringen, mein Bild von mir für das wirkliche zu halten. Es ist mißlungen.“ Nachdem er aber dies bekannt hat, nachdem er seine Unabhängigkeit wiedergefunden und sich von der Vorstellung befreit hat, Thiele und Liszt müssten Verständnis für ihn aufbringen können, fühlt er sich plötzlich frei und unbelastet. Er kann das Blätterkonvolut in die übervolle Schreibtischschublade stopfen, in die er alles verweist, was ihn einmal seelisch belastet hat, und sich auf den Weg zu seiner Familie in Tettnang machen, mit der er den Namenstag seiner Mutter Klothilde zu feiern gedenkt: „In Zukunft würde er jedem, von dem er irrtümlicherweise glaubte, er brauche ihn, einen solchen Nachtbrief schreiben, den man nicht abschicken konnte. Was Besseres gibt es nicht! [...] Mohn, Mohn, Mohn, dachte Franz Horn, du erinnerst mich daran, daß ich lebe. Vielleicht ist es doch ein Vorteil [...]“

## Verbindungen zu weiteren Werken Walsers
Franz Horn tritt bereits in dem Roman Jenseits der Liebe von 1976 als Protagonist auf. Dieses Werk läutet eine ganze Reihe von Erzählungen ein, in denen Walsers Helden, meist mehr oder weniger weitläufig miteinander verwandte Träger einsilbiger Nachnamen, in ähnlicher Weise Verletzungen verarbeiten müssen wie Franz Horn in Brief an Lord Liszt. Allerdings reagieren sie in den anderen Fällen nicht mit einem solchen Nachtbrief, sondern indem sie – wie Horn allerdings auch – sich einerseits den äußeren Gegebenheiten fügen, andererseits aber innere Freiheit davon zu gewinnen suchen. Meistens enden diese Erzählungen damit, dass der Held im letzten Satz des Werks damit beginnt, seiner Frau die Verwicklungen und Probleme zu erzählen, die Thema des Buches waren. So hält es etwa der Stuttgarter Lehrer Helmut Halm in Ein fliehendes Pferd (1978) und Brandung (1985). Halm hat ebenfalls Probleme, das Bild, das die Umgebung von ihm hat, und die Vorstellung, die er selbst von sich hat, unter einen Hut zu bringen – oder vielmehr, er schlägt den entgegengesetzten Weg ein und genießt es, wenn jeder eine möglichst „falsche“ Vorstellung von ihm hat. So z. B. auch der Makler Dr. Zürn, Hauptperson in Das Schwanenhaus (1980), der Halm Jahr um Jahr das gleiche Feriendomizil bei Überlingen vermietet. Dieser Dr. Zürn, ein Vetter Franz Horns, muss es erleben, wie seine Kollegen bzw. Konkurrenten ihn im Kampf um ein wunderbares Jugendstilobjekt am See überholen, das schließlich der Abrissfirma zum Opfer fällt, wie ihm kein einziger Abschluss mehr gelingt und wie seine Frau das Geschäft mehr und mehr in die Hand nimmt, weil sie sich eher auf die äußeren Gegebenheiten einstellen kann. Ein anderer Vetter, Xaver Zürn, der in Brief an Lord Liszt auch einmal Erwähnung findet, hat ähnliche Probleme mit seinem Chef Dr. Gleitze, der aus Königsberg stammt, ein Liebhaber der Musik von Wolfgang Amadeus Mozart ist und sich um seine Landsleute aus dem ehemaligen Ostpreußen kümmert, u. a. mit der Organisation regelmäßiger Treffen. Als dessen Chauffeur wartet Xaver Zürn in Seelenarbeit (1979) jahrelang darauf, auch einmal als Mensch wahrgenommen zu werden. Es glückt ihm nie, stattdessen wird er eines Tages zum Gabelstaplerfahrer degradiert. Sein Befreiungsschlag führt ihn an keine Schreibtischschublade, stattdessen versenkt er alles, was ihn an diese Jahre erinnern kann, in einem Bach im Wald.
Die überaus nachvollziehbaren Leiden all dieser Protagonisten sind einerseits, gerade weil sich wohl jeder Leser aufgrund verwandter Erfahrungen mit ihnen identifizieren kann, tragisch zu lesen, andererseits ist aber in den Büchern – insbesondere, wenn Martin Walser selbst sie vorliest – auch viel Komik zu entdecken.

## Binnenerzählungen
Brief an Lord Liszt, an jedermann zugänglichen, genau lokalisierbaren Schauplätzen angesiedelt, erhält zusätzliches Lokalkolorit durch die Sage der Wendelgart von Halten  sowie die Erwähnung der beiden aus unerklärlichen Gründen in den Bodensee gefallenen Heiligenfiguren Sigisbert und Placidus von Disentis. Die Figuren beider Binnenerzählungen werden aber auch von Franz Horn selbst auf die eigentlichen Personen der Erzählung bezogen. Wendelgard mit ihrem Buckel und ihrem Schweinerüssel wurde von ihrer Umgebung so wenig „geliebt“ wie die Angestellten von ihrem Chef und musste sich das wohlwollende Verhalten ihrer Umgebung teuer erkaufen, Sigisbert und Placidus dagegen lassen sich gar zu Märtyrern stilisieren.

## Bezüge zu realen Personen
Laut etlichen Wissenschaftlern ist Uwe Johnson das Urbild sowohl des Dr. Liszt in Brief an Lord Liszt als auch des Rainer Mersjohann in Brandung. Ulrich Krellner schrieb in einer Rezension über Jörg Magenaus Walser-Biographie: „Das Scheitern der Ende der 70er Jahre nur noch von Konkurrenzkämpfen geprägten Beziehung [zwischen Walser und Johnson] kann als das menschlich vielleicht abgründigste Kapitel in Walsers Leben gelten, das an Spannungsverhältnissen ohnehin nicht eben arm erscheint. Aber auch literarisch ist Johnson [...] eine zentrale Bezugsperson. Waren doch nicht weniger als drei Romane nötig, um alle Irritationen abzuarbeiten, zu denen die Beziehung im Lauf der Jahre Anlass gegeben hat. Magenau deutet an, dass besonders der als ‚Abrechnungsorgie‘ konzipierte und in seiner Fiktionsüberschreitung auch heute noch atemverschlagende ‚Brief an Lord Liszt‘ (1982) als Medium einer Distanzierung dient, die schließlich die Voraussetzung für Walsers gewandeltes Deutschland- und Geschichtsbewusstsein bildet [...]“ Magenau selbst wiederum betonte, dass die Figur des Arthur Thiele Züge des Verlegers Siegfried Unseld zeigt: „An welcher Stelle der Unseldschen Autorenrangfolge er [= Walser] nun stand, läßt sich nicht mit Sicherheit sagen. Doch unter den Suhrkamp-Autoren gab es dafür ein verläßliches Maß: die Silvesteranrufe des Verlegers. In der Silvesternacht telephonierte er mit seinen Autoren in der Reihe ihrer Wichtigkeit, so daß jeder aus den Minuten, die seit Mitternacht vergangen waren, seine Wertschätzung ablesen konnte. So jedenfalls stellt Walser es im ‚Brief an Lord Liszt‘ dar, dem Roman, der das Beziehungsdreieck Unseld – Walser – Johnson mehr entblößt als verbirgt.“ Und weiter heißt es bei Magenau: „Der Roman ist eine ironische Antwort auf die Wirklichkeit. Er bietet die Ironie auf, die erforderlich gewesen wäre, um die gegenseitigen Belauerungen spielerisch aufzulösen. Im zerrütteten Verhältnis Johnson-Walser konnte nichts mehr leicht genommen werden. Jede Kränkung war vollkommen ernst, jede Aktion mußte als gezielter Angriff gedeutet werden. Ironie war der große Forschungsgegenstand Walsers in den siebziger Jahren [...]“

## Literarische Bezüge
Richard H. Lawson bezeichnet Brief an Lord Liszt als „descendant in tone and spirit“ von Kafkas Brief an den Vater.

## Übersetzungen
Brief an Lord Liszt wurde in mehrere Sprachen übersetzt.